# Alyssa Brugman
Pour les articles homonymes, voir Brugman.
Alyssa Brugman (née en mai 1974) est une autrice australienne de fiction pour jeunes adultes. 

## Jeunesse et formation
Alyssa Brugman nait  le 1er mai 1974 à Rathmines, une banlieue de Lac Macquarie, en Australie, et fréquente cinq écoles publiques avant d'obtenir un diplôme en marketing à l'Université de Newcastle. 

## Carrière
Brugman a travaillé dans plusieurs domaines :  tutrice après l’école pour les enfants aborigènes, enseignante en gestion, comptabilité et marketing dans une école de commerce. Elle a travaillé pour une entreprise de rénovation, puis dans les relations publiques avant de devenir écrivain à plein temps.

### Premier roman:Finding Grace
Elle propose son premier texte, Finding Grace, au prix littéraire australien/Vogel en 1998. Bien que le roman ne reçoit pas de prix, sa publication a été envisagée.
Finding Grace est présélectionné pour les New South Wales Premier's Literary Awards 2002 (prix Ethel-Turner), les Queensland Premier's Literary Awards 2002, le CBCA Book of the Year 2002 (Older Readers), le Sanderson Young Adult Audio Book of the Year 2002 et le Best Designed Young Adult Book APA Design Awards 2002. Il est récompensé par le prix littéraire du Premier ministre de l'État de Victoria en 2002 et est traduit en néerlandais (pour lequel il a été présélectionné pour le prix « Gouden Zoen »), en danois, en allemand et en flamand. L'édition américaine est présélectionnée pour le prix Michael-Printz en 2005.

### Deuxième roman:Walking Naked
Walking Naked, le deuxième roman d'Alyssa sort en août 2002. Il remporte le prix IBBY Australia Ena Noël Award for Encouragement. Il est présélectionné pour le Victorian Premier's Literary Award et reçoit le prix « Honor Book » dans le cadre du prix CBCA Book of the Year 2003 (Older Readers). Il est distribué aux États-Unis (où il est classé parmi les livres « Top Shelf Fiction » de Voices of Youth Advocates en 2004), au Royaume-Uni, en Allemagne, en Turquie et au Portugal.

### Troisième roman:Being Bindy
Le troisième roman de Brugman pour jeunes adultes, Being Bindy, est publié en 2004. Il devient « livre remarquable » du CBCA et est présélectionné pour le Children's Peace Literature Award en 2005. Il est également disponible en suédois et en norvégien.

### Série de livres sur les poneys
Brugman publie une série de livres sur les poneys : For Sale or Swap, Beginner's Luck, Hot Potato, Hide & Seek et un cinquième volet, Greener Pastures . For Sale or Swap a été présélectionné pour le Kids Own Australian Literature Award 2006, le Young Australian Best Book Awards 2006 et le Children's Choice Book Awards 2006, et est l'un des livres sélectionnés pour la campagne « Books Alive » en 2007. Ces livres sont également publiés en Allemagne.

### Romans suivants
Solo, son huitième roman, sort en juillet 2007. Il devient « livre remarquable » de la CBCA dans la catégorie des lecteurs plus âgés en 2008. 
The Equen Queen sort en 2008. Il constitue la première incursion d'Alyssa dans le genre fantastique pour enfants. C'est le deuxième roman de la série Quentaris publié par Ford Street.
Girl Next Door, le onzième roman d'Alyssa, sort en février 2009.
Alex as Well sort en janvier 2013. C'est le premier livre d'Alyssa publié avec Text Publishing. Il est présélectionné pour le « Western Australian Premiers Award » en 2014. Alex as Well est également publié au Royaume-Uni (2014), aux États-Unis (2015) et en Italie (2013).
Brugman écrit à plein temps et vit dans la région de Hunter avec son partenaire, ses enfants et ses animaux. Elle poursuit des études de troisième cycle à l’université de Canberra.

## Ouvrages
- Finding Grace (Allen & Unwin, 2002)
- Walking Naked (Allen & Unwin, 2002)
- Being Bindy (Allen & Unwin, 2004)
- For Sale or Swap (Random House, 2005)
- Beginner's Luck (Random House, 2005)
- Hot Potato (Random House, 2006)
- Hide & Seek (Random House, 2005)
- Solo (Allen & Unwin, 2007)
- Greener Pastures (Random House, 2008)
- The Equen Queen (Ford Street, 2008)
- Girl Next Door (Random House, 2009)
- Alex As Well (Text Publishing, 2013)